# Karl Logan
Karl Logan (28 aprile 1965) è un chitarrista statunitense, ex membro della band heavy metal Manowar.

## Storia
Karl entrò a far parte dei Manowar nel 1994 dopo aver suonato in piccole band della Pennsylvania come gli Arc Angel e i Fallen Angel, sostituendo nella formazione David Shankle, che lasciò la band per scelta personale. Come lui stesso ha dichiarato, conobbe il bassista, e leader dei Manowar, Joey DeMaio ad un motoraduno durante il quale i due ebbero a tamponarsi con le rispettive motociclette. Coi Manowar ha inciso gli album studio Louder Than Hell (1996), Warriors of the World (2002) e  Gods of War (2007), oltre che numerosi singoli, dvd e live.
Il 25 ottobre 2018 è stato rivelato che Logan è stato arrestato il 9 agosto a Charlotte, North Carolina, con l'accusa di possesso di materiale pedopornografico. Per questo motivo è stato allontanato dalla band finché non si concluderà l'iter legale della vicenda. Il 15/07/2022 è stata confermata la sentenza e condannato a 5 anni e mezzo di carcere.